# Impresionizam
Impresionizam (francuski: impressionnisme, prema impression: „dojam”, „utisak” iz lat. impressio) je prije svega umjetnički pokret u slikarstvu (1867. – 1886.), a potom i u glazbi i književnosti, nastao krajem 19. stoljeća u težnji da se u umjetničko stvaralaštvo unesu osobna raspoloženja i dojmovi s obzirom na formu izlaganja i izražavanja. Zasniva se na realističkom i naturalističkom promatranju prirode. Naziv, isprva podrugljiva prizvuka, dobio je po slici Claude Moneta Impresija, izlazak sunca iz 1872., izloženoj na prvoj zajedničkoj izložbi u Parizu 1874. u atelijeru umjetničkoga fotografa Nadara.

## Impresionizam u slikarstvu
Impresionizam u slikarstvu posljedica je zajedničkih zamisli nekih umjetnika u određenom trenutku francuske povijesti, kad je ukupno ozračje pogodovalo proširenju i uspostavi novog stila u slikarstvu. Prvi znakovi njegova pojavljivanja uočavaju se početkom 60-ih godina 19. stoljeća, ali zajednička svijest nije bila jasno izražena sve do razdoblja između 1867. i 1869. Pokretačka sila impresionizma bila je želja nekolicine umjetnika da slikarstvu pristupe na posve suprotan način od onoga koji je bio prihvaćen u službenim, nedodirljivim krugovima pariške institucije, Salona. Umjetnici koji su se veoma razlikovali po svojim osobnostima, dolazili su iz različitih škola, svaki posebno, i to prilično nagonski, krenuli putem novog stila. Teme, tehnike i umjetnički jezik njihovih djela bila su obilježja koja su impresionizam jasno izdvojila iz tradicionalnog svijeta akademske umjetnosti.
Potkraj 60-ih godina 19. stoljeća tri su umjetnika (Monet, Renoir i Pissarro) običavali odlaziti na obale rijeka Seine i Oise i ondje slikati prirodu. Nadasve ih je zanimao odraz svjetlosti u rijeci. Svoje su palete učinili svjetlijima i različite su sjene podijelili, nesvjesni da pritom primjenjuju teoriju komplementarnih boja.
Nema nekog osobitog datuma koji bi označio nastanak impresionističkog pokreta, iako je godina 1869. nesumnjivo bila značajna. Te su godine i Monet i Renoir naslikali La Grenouillère, kavanu na otvorenom i kupalište u blizini Bougivala. Ta se njihova djela danas smatraju prekretnicom ranog impresionizma.
Ono što je sigurno jest da impresionizam obuhvaća iznimno kratko razdoblje u povijesti umjetnosti. No unatoč svom kratkom vijeku, postignuća umjetnika u tih nekoliko godina neizmjerno su važna.
Impresionističke slike u početku nisu naišle na odobravanje. Konzervativna pariška publika smatrala ih je nedovršenima, poput improviziranih skica. Na velikim platnima impresionisti su prikazivali slikovite i sentimentalne motive. Zbog toga je u tim prizorima bilo teško pronaći ikakvu pravu poruku. U početku impresioniste nisu prihvaćali ni kritičari umjetnosti. Budući da ih je Salon odbio, 1874. imali su prvu službenu izložbu. Kritičar i novinar Leroy ih je podrugljivo nazvao "impresionistima" prema izloženoj Monetovoj slici Impresija, izlazak sunca.
Slikari impresionisti prirodi su pristupali na posve drukčiji način od svojih prethodnika. Njihov novi jezik nije samo promijenio tradicionalne konvencije, već je preokrenuo i sam način na koji se gledalo na svijet. Umjetnici nisu bilježili prirodu kao statičnu i nepromjenjivu, već su na platno nastojali prenijeti njezino stalno kretanje i pulsiranje. Impresionistima je slikarstvo postala frenetična aktivnost jer je brzina izvedbe zahtijevala sve ubrzaniji ritam rada. Oni su hvatali uzdahe povjetarca, neprestano promjenjivo nebo i neuhvatljive efekte svjetlosti koja se odražava na vodi. S pojavom impresionizma, prikazivanje povijesnih tema izgubilo je svoj primat. Ovim umjetnicima priroda je bila prava gospodarica: uranjali su u nju i u vizualno iskustvo koje im je pružala. S tisućama prijelaza boje i vještinom sjenčanja i toniranja, impresionisti su naslikali ono što se po definiciji nije moglo naslikati, jednostavno zato što se fizički nije moglo vidjeti, primjerice kvalitetu zraka, njegovu vlagu ili svježinu. Impresionisti su smatrali da u umjetnosti treba uživati u svim čulima i više su se bavili prisutnošću dubokih podražaja nago hladnom realnošću prizora. Zbog toga je psihološka percepcija postala važnijom od "stvarne" teme, a sadržaj je zamijenjen vizualnim "impresijama" svega što su osjetila mogla percipirati. Prikaz je izgubio prirodne tragove, koji su na kraju pokreta romantizma držali usidrenog u stvarnosti. Na njegovo mjesto došao je Monetov izlazak sunca koji više nije bio izlazak sunca, nego nešto posve drugo: "impresija" izlaska sunca.

### Predstavnici impresionizma u slikarstvu
- Camille Pissarro (1830. – 1903.) jedan je od najvećih impresionista. Svoja egzotična platna uvijek je oslikavao jakim i živim bojama. Nikad nije pokušao prikazati prozračnost zraka ili vode, već je ostao privržen čistoći svojih motiva. Zanimanje za pravila kompozicije dovelo ga je do prikazivanja trodimenzionalnog prostora pomoću minijaturnih točkica, a ta tehnika leži u samom srcu poentilizma i divizionizma. Bio je najstariji među impresionistima i samim time u očima drugih umjetnika imao je određeni autoritet. Cézanne je za njega rekao: "On je čovjek od kojega treba tražiti savjet: pomalo je poput Boga."
- Alfred Sisley (1839. – 1899.), kojeg su mnogi smatrali najkonzistentnijim među impresionistima, posvetio se gotovo u potpunosti pejzažima, slikajući uglavnom krajolike zapadno od Pariza, područja u kojem je živio. Nebo je važan element njegova rada, a koristio se različitim tehnikama kako bi naslikao nebo koje "neće biti jednostavno pozadina". Za života mu platna nisu bila naročito cijenjena ni poštovana kao što su bila djela drugih impresionista.
- Pierre-Auguste Renoir (1841. – 1919.) bio je jedan od prvih koji su širili načela impresionizma. Prizori iz svijeta zabave – sale za plesnjake, kafane, koncerti, kazališta – bili su omiljene teme impresionista. Renoir je tim slikama dao jedinstven karakter sreće. Zaljubljeni parovi na slici Ples kod Moulin de la Galette (1876.) usred mrlja svjetlosti i sjena zrače ljudskom toplinom koja je puna zanosa. Svoja je platna ispunjavao jednoličnim, raspršenim svjetlom, objedinjujući likove i pejzaže pod istim ritmičnim i stalnim izvorom svjetlosti. Impresionizam je u Renoirovim djelima pronašao jedinstvenu strukturalnu čvrstoću u prikazima mladih žena.
- Claude Monet (1840. – 1926.) bio je prije svega slikar svjetla. Nigdje kao u njegovim slikama svjetlo nije toliko izraženo, ono je glava tema svih njegovih motiva. Figure poput ljudi bile su samo objekti koji reflektiraju svjetlost, a njihovom oblikovanju nije pridavao veliku važnost. Njegove kasnije teme su uglavnom pejzaži, vrtovi i serijske slike.
- Frédéric Bazille (1841. – 1870.) nikad nije bio predani impresionist. Želio je svakom predmetu dati težinu i volumen, a ne slikati samo vanjski izgled. Na žalost njegova je karijera prekinuta njegovom pogibijom za vrijeme francusko-pruskog rata.
- Armand Guillaumin (1841. – 1927.) je izlagao na gotovo svim impresionističkim izložbama. Njegova je paleta postajala sve sjajnija i neprirodnija. Žive boje organizirao je u oštre kontraste, slične onima koje nalazimo u djelima Paula Gauguina.
- Berthe Morisot (1841. – 1895.), kći imućnih roditelja čiji je predak bio slikar Fragonard, izlagala je redovito na službenim salonima prije nego što se s oduševljenjem pridružila impresionistima. 1868. upoznala je Edouarda Maneta, koji je postao njezinim učiteljem i bliskim prijateljem. Poslije se udala za njegovog brata Eugènea. Ona nije rabila tipične kratke, isprekidane poteze kistom, već je zadržala svoju nježnu, paperjastu tehniku. Ženski likovi Morisotove čvrsti su oblici istaknute nazočnosti, a ne likovi koje odnosi polazni trenutak.

- Edouard Manet (1832. – 1883.) Preteča impresionista. Bio je otmjen, gradski gospodin i prijatelj pjesnika Mallarméa i Baudelairea. Kad je pod utjecajem Morisotove napustio svoj atelijer kako bi slikao u prirodi, njegovi su radovi postali lakši i spontaniji. Unatoč tome šta na Pariškom salonu njegove radove nisu prihvaćali sam se nikada nije želio svrstati pod impresioniste i neprekidno se trudio da njegovi radovi dospiju u Pariški salon.
- Edgar Degas (1834. – 1917.), iako je redovito sudjelovao u njihovim izložbama, nikad se nije smatrao pravim impresionistom. Nadahnuće je u početku nalazio djelima renesansnih majstora. Kod Degasa razočarani par na slici Čaša absinta (1876.) je utopljen u samoću koju je slikar postigao prikazati praznim stolovima koje je postavio između gledatelja i likova na slici. Kako je jako volio crtanje, svoja najljepša djela je uradio tehnikom pastela. Degas je više volio slikati u svom ateljeu nego na otvorenome, a umjetno svjetlo više mu je odgovaralo od sunčeve svjetlosti. Smatrao je da ono naglašava kretnje njegovih slavnih plesačica.  Primabalerina (1876.) jasno ilustrira ovu gipku tehniku koja odgovara lepršavosti impresionizma. Balerina lebdi izvan središta slike obasjana čudnom svjetlošću.
- Mary Cassatt (1844. – 1926.), sa svojim prijateljem Degasom dijelila je osobitu ljubav prema crtanju. Njezin linearni stil i nadarenost za slaganje zasebnih elemenata doveli su je do izrade litografija i grafika u boji, koje predstavljaju njezine najuspjelije radove.
- Paul Cézanne (1839. – 1906.) kao Degas, nikad se nije poistovjetio sa skupinom niti je u potpunosti prihvatio njihove zamisli.  Osim Pissarra, s kojim ga je povezivalo dugo i plodonosno prijateljstvo, impresionisti ga nisu potpuno razumjeli. U početku je rabio gustu tamnu boju, no nakon što je upoznao neke članove skupine, njegova je paleta postala svjetlija. Kist je zamijenio slikarskim nožem koji mu je bolje odgovarao za prikazivanje mase i volumena motiva, te je zaboravio na slikanje atmosfera.  Slikao je polazeči od prirode stvari a ne od impresije, ne sviđa mu se razlaganje predmeta i vrača svojim slikama čvrstoću oblika. Smatrao da se svi oblici mogu svesti na kuglu, valjak i stožac i preteča je kubizma i apstrakcije.
- James McNeil Whistler (1834. – 1903.), Amerikanac koji je studirao u Parizu a živio i radio u Engleskoj, je bio u direktnoj dodiru s impresionističkim pokretom. On je nazivao svoje slike "simfonijama", što znači da su mu na slici važnija formalna svojstva nego tema ili ono što prikazuju. Takve su slike Aranžman u crnom i sivom: majka (1871.) i Nokturno u crnom i zlatnom: vatromet (1974.). Posljednja slika je najnefigurativnije djelo do tada i na tragu je apstrakcije koja će se javiti tek u 20. st.

Impresionizam je nestao oko 1920., a obnovio se pod utjecajem postimpresionizma (Paul Bonnard, Edouard Vuillard). Slikari lirske apstrakcije u šestom desetljeću 20. st. duguju impresionizmu neke od svojih osobina.

## Impresionizam u Hrvatskoj
Duh impresionizma je iz Pariza u Hrvatsku donio Vlaho Bukovac koji je snažno utjecao na mlade slikare (plenerizam): Celestin Medović, Ferdo Kovačević, Oton Iveković, Menci Klement Crnčić i Mihovil Krušlin. Oko 1900. tradicionalni su se postupci obogaćivali impresionističkim otkrićima, rasvjetljivanjem palete, slobodnijim potezima, neposrednijim doživljavanjem prirode. Hrvatski pleneristi nastojali su pomiriti dva suprotna načina, akademski i impresionistički, u sliku su uveli prirodnu i dnevnu sjetlost, a tradicionalni smeđi tonalitet zamijenili su smjelijim kromatskim odnosima. Plenerizam se često prožima sa simbolizmom i secesijom, a romantičarski je pristup jedna od njegovih osnovnih značajki.
Vlaho Bukovac osniva Društvo hrvatskih umjetnika (1897.), tzv. zagrebačka šarena škola, čime je započela hrvatska moderna umjetnost. Impresionisti, koji su se javili nešto kasnije, još su dosljednije unosili novine u suvremeno hrvatsko slikarstvo. Miroslav Kraljević i Josip Račić u akvarelima i grafici razlažu svjetlost u dinamičnome ritmu nepravilnih, živih poteza i obojenih mrlja. Vlastitu inačicu impresionizma, u dodiru s talijanskim pejsažistima, stvorio je Emanuel Vidović. U skulpturi impresionizam dolazi do izražaja kod kipara Roberta Frangeša-Mihanovića i Branislava Deškovića. Impresionizam je nestao oko 1920., a obnovio se u intimističkom i kolorističkom slikarstvu Vjekoslava Paraća, Stojana Aralice, Antuna Motike i Ljudevita Šestića.

## Impresionizam u glazbi
Impresionizam se u glazbi pojavio u Francuskoj u drugoj polovici 19. stoljeća, potom se proširio Europom i trajao sve do sredine 20. stoljeća. Glazba impresionista odlikuje se snažnim sugestijama i profinjenom atmosferom, a izbjegava pretjeranu romantičarsku emocionalnost. Impresionističkim skladateljima omiljene su kratke forme poput nokturna, arabeska i preludija, a često istražuju i rabe neuobičajene ljestvice, primjerice cjelostepenu ljestvicu. Možda najznamenitije inovacije impresionista bijahu uporaba velikih durskih septakorda i tercno nadograđivanje osnovnih akordskih struktura do peterozvuka i šesterozvuka (tj. nonakorda i undecimnoga akorda).
Claude Debussy i Maurice Ravel općenito se smatraju najznačajnijim skladateljima impresionizma, iako je Debussy taj naziv odbijao nazivajući ga izumom kritičara. I Erika Satiea mnogi također svrstavaju među impresioniste, a kritičari njegov skladateljski stil smatraju pomalo neozbiljnim i osobito ekscentričnim i eksperimentalnim. Paul Dukas je još jedan francuski skladatelj kojega ponekad smatraju impresionistom, no njegov je glazbeni stil bliži kasnom romantizmu. Duhom glazbenoga impresionizma odišu i skladbe talijanskoga majstora Ottorina Respighija, te engleskih skladatelja Ralpha Vaughana Williamsa, Cyrila Scotta i Johna Irelanda.

## Impresionizam u književnosti
Pojam impresionizma u književnosti je više pojam subjektivnog shvaćanja povijesti umjetnosti koje vidi slične odlike slikarstva i glazbe na prijelazu iz 19. u 20. stoljeće, te stoga traži postojanje odgovarajućeg stila u književnosti. Filozofsku osnovu impresionizma čini Mahovo učenje o osjećajima i značaju osjetilnih percepcija za ljudske estetske doživljaje. Doživljavajući društveni život, uglavnom kao kaos i bezakonje, impresionisti se odriču ambicije da kao umjetnici traže suštinske uzroke takvim pojavama, pa umjesto toga oblikuju samo „komadiće života“, uzimajući za motive „neposredne, trenutne, prolazne utiske i doživljaje“. Impresionisti propovijedaju estitizam, sklonost ka uživanju i želju za prefinjenim nijansama u izražavanju. Njihova poezija je poezija profinjenih osjećanja s mnogo iznijansiranih psiholoških raspoloženja i neodređenih složenih htjenja, puna muzike i glasovne simbolike, sinestezija i jezičkh slika.
Impresionisti posjeduju vlastiti kriterij prema kojem otkrivaju svoju istinu i prije nepoznatu estetsku ljepotu. Impresionizam je značajno razvio psihološke reakcije u promatranju duhovnih stanja ličnosti, a u jezičnom izrazu diferencirao nijanse pjesničkog govora. Najbolja ostvarenja impresionizam je dao u lirskoj pjesmi, kraćoj prozi, novelama, lirskoj drami i u eseju kao posebnom obliku književne kritike.

### Predstavnici impresionizma u književnosti
- Češka: Antonín Sova (1864. – 1928.)
- Danska: Herman Bang (1857. – 1912.), Jens Peter Jacobsen (1847. – 1885.)
- Francuska: Charles Baudelaire (1821. – 1867.), Stéphane Mallarmé (1842. – 1898.), Marcel Proust (1871. – 1922.), Arthur Rimbaud (1854. – 1891.), Paul Verlaine (1844. – 1896.)
- Hrvatska: Antun Gustav Matoš
- Njemačka: Max Dauthendey (1867. – 1918.), Richard Dehmel (1863. – 1920.), Stefan George (1868. – 1933.), Eduard von Keyserling (1855. – 1918.), Detlev von Liliencron (1844. – 1909.), Arthur Schnitzler (1862. – 1931.), Stefan Zweig (1881. – 1942.), Rainer Maria Rilke (1875. – 1926.)
- Rusija: Anton Pavlovič Čehov (djela: Ujak Vanja, Galeb, Tri sestre)
- Slovenija: Ivan Cankar.
- Ujedinjeno Kraljevstvo: Virginia Woolf, D.H. Lawrence i Joseph Conrad

## Poveznice
- Fotografija
- Arhitektura industrijske revolucije
- Akademizam
- Poentilizam
- Postimpresionizam

## Vanjske poveznice
- Impresionizam na Znanje.org
- Impresionizam općenito  Arhivirana inačica izvorne stranice od 18. rujna 2008. (Wayback Machine)
- Slikari svjetlosti (izložba)  Arhivirana inačica izvorne stranice od 20. srpnja 2008. (Wayback Machine)